# Anthony Tokpah
Anthony Tokpah (26 luglio 1977) è un ex calciatore liberiano, di ruolo portiere.

## Carriera

### Nazionale
Ha debuttato in nazionale nel 1994. Ha partecipato, con la Liberia, alla Coppa d'Africa 1996.

## Statistiche

### Cronologia presenze e reti in nazionale
| Cronologia completa delle presenze e delle reti in nazionale ― Liberia | Cronologia completa delle presenze e delle reti in nazionale ― Liberia | Cronologia completa delle presenze e delle reti in nazionale ― Liberia | Cronologia completa delle presenze e delle reti in nazionale ― Liberia | Cronologia completa delle presenze e delle reti in nazionale ― Liberia | Cronologia completa delle presenze e delle reti in nazionale ― Liberia | Cronologia completa delle presenze e delle reti in nazionale ― Liberia | Cronologia completa delle presenze e delle reti in nazionale ― Liberia |
| Data                                                                   | Città                                                                  | In casa                                                                | Risultato                                                              | Ospiti                                                                 | Competizione                                                           | Reti                                                                   | Note                                                                   |
| ---------------------------------------------------------------------- | ---------------------------------------------------------------------- | ---------------------------------------------------------------------- | ---------------------------------------------------------------------- | ---------------------------------------------------------------------- | ---------------------------------------------------------------------- | ---------------------------------------------------------------------- | ---------------------------------------------------------------------- |
| 11-11-1994                                                             | Nouakchott                                                             | Mauritania                                                             | 1 – 1                                                                  | Liberia                                                                | Qual. Coppa d'Africa 1996                                              | -1                                                                     |                                                                        |
| 10-2-1995                                                              | Sfax                                                                   | Tunisia                                                                | 0 – 0                                                                  | Liberia                                                                | Qual. Coppa d'Africa 1996                                              | -                                                                      |                                                                        |
| 9-4-1995                                                               | Lomé                                                                   | Togo                                                                   | 0 – 0                                                                  | Liberia                                                                | Qual. Coppa d'Africa 1996                                              | -                                                                      |                                                                        |
| 23-4-1995                                                              | Monrovia                                                               | Liberia                                                                | 1 – 0                                                                  | Tunisia                                                                | Qual. Coppa d'Africa 1996                                              | -                                                                      |                                                                        |
| 4-6-1995                                                               | Monrovia                                                               | Liberia                                                                | 2 – 0                                                                  | Mauritania                                                             | Qual. Coppa d'Africa 1996                                              | -                                                                      |                                                                        |
| 30-7-1995                                                              | Dakar                                                                  | Senegal                                                                | 3 – 0                                                                  | Liberia                                                                | Qual. Coppa d'Africa 1996                                              | -                                                                      | 18’                                                                    |
| 16-1-1996                                                              | Durban                                                                 | Gabon                                                                  | 1 – 2                                                                  | Liberia                                                                | Coppa d'Africa 1996 - 1º turno                                         | -1                                                                     |                                                                        |
| 25-1-1996                                                              | Johannesburg                                                           | Zaire                                                                  | 2 – 0                                                                  | Liberia                                                                | Coppa d'Africa 1996 - 1º turno                                         | -2                                                                     |                                                                        |
| 1-6-1996                                                               | Banjul                                                                 | Gambia                                                                 | 2 – 1                                                                  | Liberia                                                                | Qual. Mondiali 1998                                                    | -2                                                                     |                                                                        |
| 23-6-1996                                                              | Accra                                                                  | Liberia                                                                | 4 – 0                                                                  | Gambia                                                                 | Qual. Mondiali 1998                                                    | -                                                                      |                                                                        |
| 6-10-1996                                                              | Kinshasa                                                               | Zaire                                                                  | 0 – 0                                                                  | Liberia                                                                | Qual. Coppa d'Africa 1998                                              | -                                                                      |                                                                        |
| 10-11-1996                                                             | Accra                                                                  | Liberia                                                                | 0 – 1                                                                  | Tunisia                                                                | Qual. Mondiali 1998                                                    | -1                                                                     |                                                                        |
| 23-2-1997                                                              | Dar es Salaam                                                          | Tanzania                                                               | 1 – 1                                                                  | Liberia                                                                | Qual. Coppa d'Africa 1998                                              | -1                                                                     |                                                                        |
| 6-4-1997                                                               | Accra                                                                  | Liberia                                                                | 1 – 0                                                                  | Egitto                                                                 | Qual. Mondiali 1998                                                    | -                                                                      |                                                                        |
| 27-4-1997                                                              | Tunisi                                                                 | Tunisia                                                                | 2 – 0                                                                  | Liberia                                                                | Qual. Mondiali 1998                                                    | -2                                                                     |                                                                        |
| 22-6-1997                                                              | Monrovia                                                               | Liberia                                                                | 2 – 1                                                                  | RD del Congo                                                           | Qual. Coppa d'Africa 1998                                              | -1                                                                     |                                                                        |
| 13-7-1997                                                              | Lomé                                                                   | Togo                                                                   | 4 – 0                                                                  | Liberia                                                                | Qual. Coppa d'Africa 1998                                              | -4                                                                     |                                                                        |
| 17-8-1997                                                              | Il Cairo                                                               | Egitto                                                                 | 5 – 0                                                                  | Liberia                                                                | Qual. Mondiali 1998                                                    | -5                                                                     | 20’ 80’                                                                |
| 2-8-1998                                                               | Niamey                                                                 | Niger                                                                  | 2 – 1                                                                  | Liberia                                                                | Qual. Coppa d'Africa 2000                                              | -2                                                                     |                                                                        |
| 16-8-1998                                                              | Monrovia                                                               | Liberia                                                                | 2 – 0                                                                  | Niger                                                                  | Qual. Coppa d'Africa 2000                                              | -                                                                      |                                                                        |
| 4-10-1998                                                              | Tunisi                                                                 | Tunisia                                                                | 2 – 1                                                                  | Liberia                                                                | Qual. Coppa d'Africa 2000                                              | -2                                                                     |                                                                        |
| 28-2-1999                                                              | Monrovia                                                               | Liberia                                                                | 1 – 1                                                                  | Algeria                                                                | Qual. Coppa d'Africa 2000                                              | -1                                                                     |                                                                        |
| 3-6-2001                                                               | Monrovia                                                               | Liberia                                                                | 1 – 1                                                                  | Sudafrica                                                              | Qual. Coppa d'Africa 2002                                              | -1                                                                     |                                                                        |
| 16-6-2001                                                              | Belle Vue Maurel                                                       | Mauritius                                                              | 0 – 2                                                                  | Liberia                                                                | Qual. Coppa d'Africa 2002                                              | -                                                                      | 71’                                                                    |
| 1-7-2001                                                               | Monrovia                                                               | Liberia                                                                | 1 – 2                                                                  | Ghana                                                                  | Qual. Mondiali 2002                                                    | -2                                                                     |                                                                        |
| 14-7-2001                                                              | Freetown                                                               | Sierra Leone                                                           | 0 – 1                                                                  | Liberia                                                                | Qual. Mondiali 2002                                                    | -                                                                      |                                                                        |
| 6-9-2008                                                               | Bakau                                                                  | Gambia                                                                 | 3 – 0                                                                  | Liberia                                                                | Qual. Mondiali 2010                                                    | -3                                                                     |                                                                        |
| 11-10-2008                                                             | Monrovia                                                               | Liberia                                                                | 0 – 0                                                                  | Algeria                                                                | Qual. Mondiali 2010                                                    | -                                                                      |                                                                        |
| Totale                                                                 |                                                                        | Presenze                                                               | 28                                                                     |                                                                        | Reti                                                                   | -33                                                                    |                                                                        |

## Palmarès

### Club

#### Competizioni nazionali
- Campionato croato: 1

Hajduk Spalato: 2000-2001
- Coppa di Croazia: 1

Hajduk Spalato: 1999-2000